# Chaabi : La Révolte
Pour les articles homonymes, voir Chaâbi.

Chaabi : La Révolte  est une bande dessinée en trois volumes de Richard Marazano (scénario) et Xavier Delaporte (dessin) avec le concours d'Isabelle Cochet (couleurs), publiée à partir de 2007 par les éditions Futuropolis.

## Scénario
Dans le nord de l'Inde, dans la province de Samastipur, un jeune chef révolutionnaire nommé Chaabi est tué au cours d une embuscade.

## Prix
- 2008 : Chaabi, la révolte reçoit le prix du meilleur album interfestival à Chambéry[1]

### Documentation
- Jean-Pierre Fuéri, « Chaabi, t.1 : une histoire qui sent le soufre », dBD, no 17,‎ octobre 2007, p. 20.